# Бели-Лом (село)
Бели-Лом (болг. Бели Лом) — село в Болгарии. Находится в Разградской области, входит в общину Лозница. Население составляет 763 человека.

## Политическая ситуация
В местном кметстве Бели-Лом, в состав которого входит Бели-Лом, должность кмета (старосты) исполняет Мейнур Шевкед Али (Движение за права и свободы (ДПС)) по результатам выборов.
Кмет (мэр) общины Лозница — Айхан Мустафов Хашимов (ДПС) по результатам выборов.